# جامع حبان
جامع حبان هو مسجد تاريخي في اليمن ويعد أول مسجد بني في مدينة حبان بمحافظة شبوة بني في سنة 266 هجرية الموافق سنة 879 م على ربوة مرتفعة وسط مدينة حبان وجدد الجامع مرات عديدة في القرون السابقة.